# Manchesterský průplav

Mapa

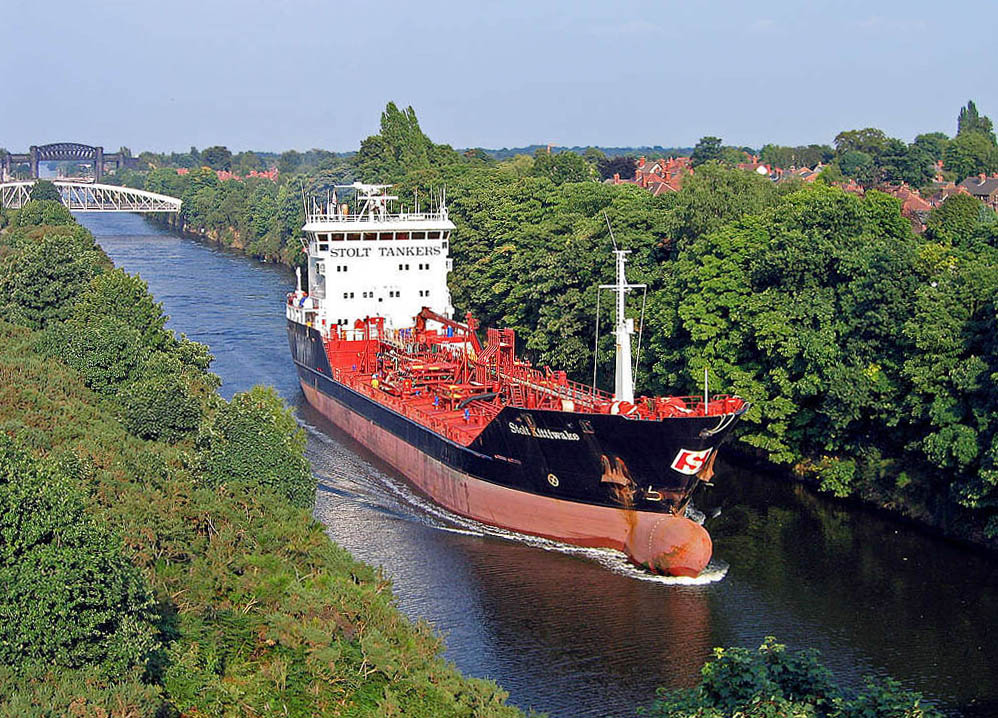
Průplav u Knutsfordu

Manchesterský průplav (anglicky Manchester Ship Canal) je umělá vodní cesta v Anglii, která spojuje město Manchester s Irským mořem. Spravuje ji firma The Peel Group.
Průplav nahradil cestu po řece Irwell, která nebyla splavná pro velké zámořské lodě. Byl vystavěn v letech 1887 až 1894 firmou Manchester Ship Canal Company, hlavním inženýrem byl Edward Leader Williams. Slavnostního otevření se zúčastnila královna Viktorie. Ve své době byl největším průplavem na světě a jeho stavba stála přes patnáct milionů tehdejších liber. Díky průplavu se stal Manchester třetím největším britským přístavem a průmyslové oblasti Trafford Park se usnadnil odbyt. V roce 1958 se po kanálu přepravilo rekordních 20 milionů tun zboží, což v současnosti pokleslo na zhruba 6,5 milionu tun ročně, protože pro největší nákladní lodě je již kanál malý.
Kanál měří 58 km a spojuje doky v Salford Quays s Easthamem v ústí řeky Mersey. Vede přes hrabství Cheshire a Lancashire. Překonává převýšení 18 metrů a nachází se na něm pět zdymadel. Lodě musejí mít maximální délku 180 metrů a šířku 20 metrů. Maximální hloubka kanálu dosahuje 7,9 m.
Přes kanál vede Barton Swing Aqueduct, jediný otočný akvadukt na světě. Na březích byla zřízena Přírodní rezervace Moore, kde žije vodní ptactvo.